# Asterio Mañanós Martínez

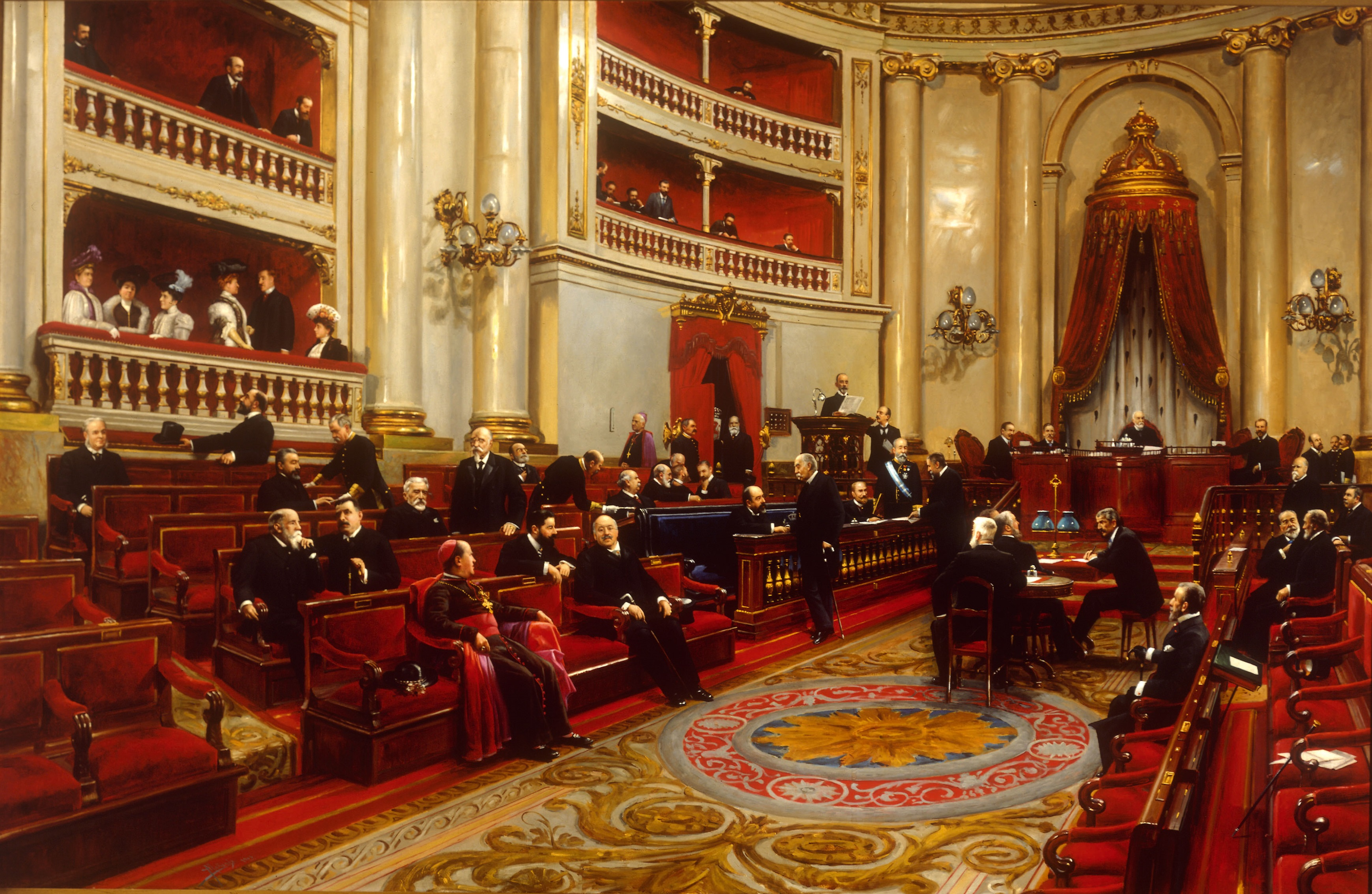
El acta de la anterior: Salón de Sesiones del Senado, en 1906.

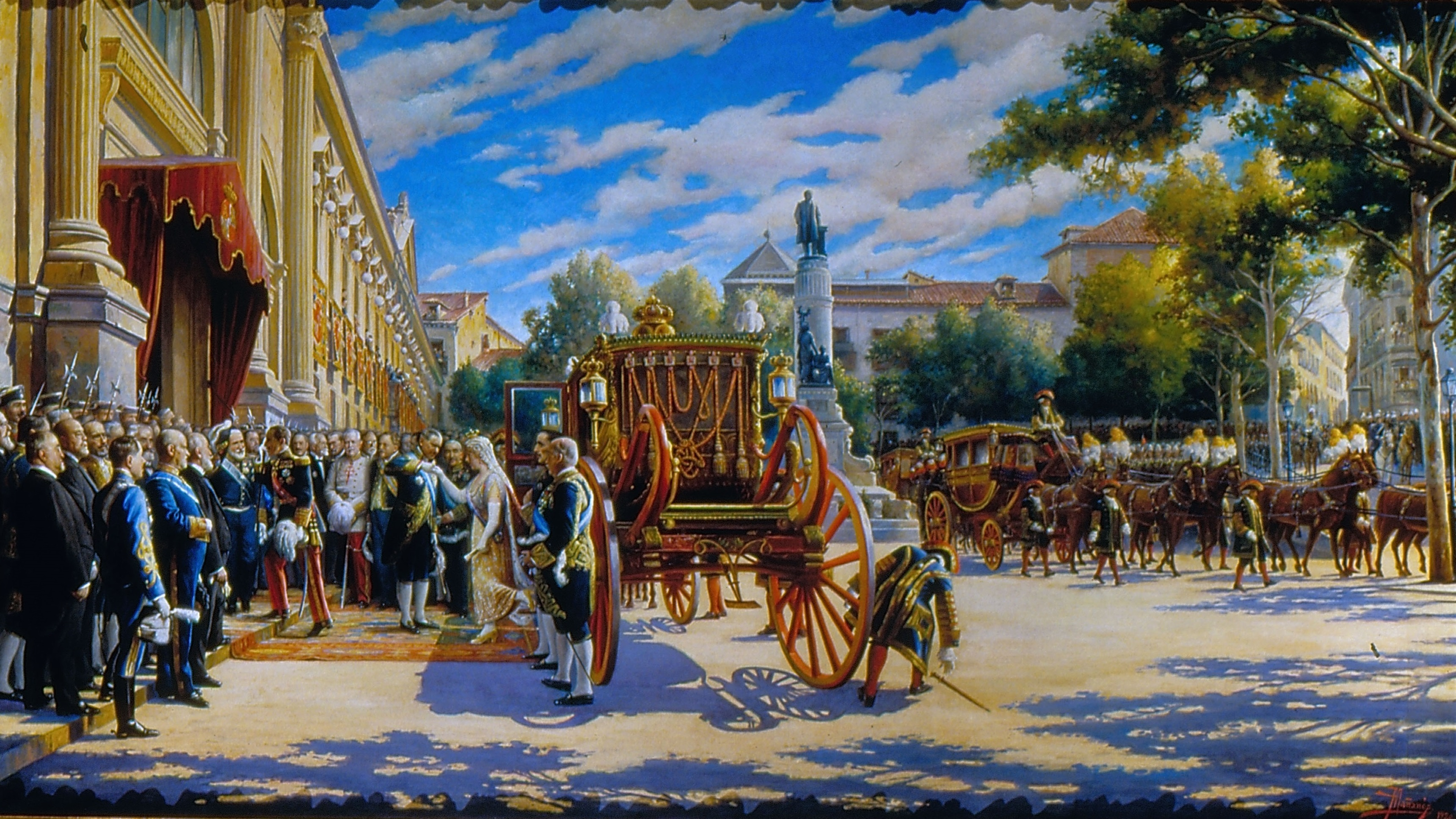
Apertura de las Cortes en el año 1919 (Plaza del Senado).

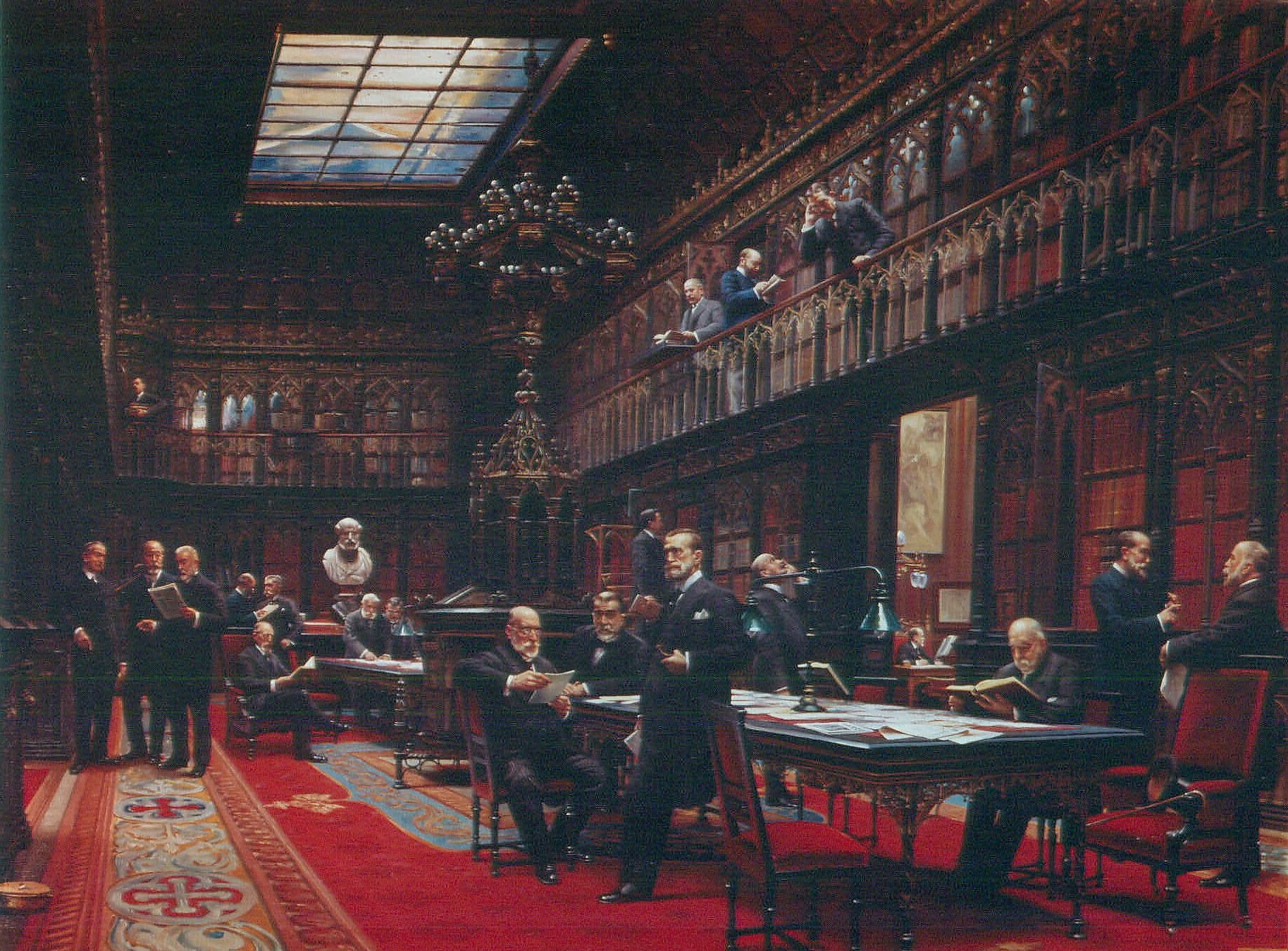
Salón de Lectura de la Biblioteca del Senado en febrero de 1917.

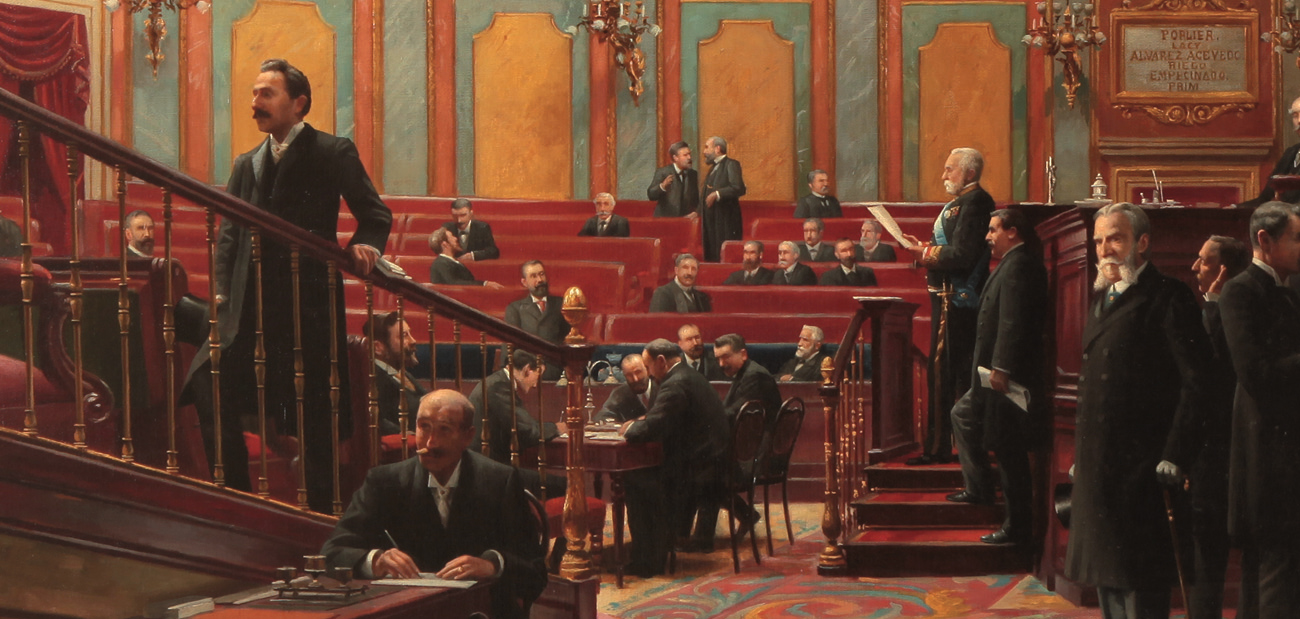
Congreso de los diputados

Asterio Mañanós Martínez (Palencia, 21 de octubre de 1861- Madrid, c. 1935) fue un pintor español que desarrolló los géneros del retrato y de costumbres. Conservador de las obras de arte del fondo histórico depositadas en el Senado de España. Su técnica pictórica se caracteriza por el dominio del dibujo, la sobriedad de líneas, un sentido realista y juegos limpios de luz y de color.

## Biografía
Asterio Mañanós Martínez comenzó sus estudios de pintura en la Escuela Municipal de Dibujo de Palencia creada en 1838 con Justo María de Velasco, al igual que Dióscoro Puebla, Casado del Alisal, Serafín Martínez del Rincón y Trives, Eugenio Oliva Rodrigo, entre otros, y a partir de 1877, en la Escuela de Bellas Artes de San Fernando de Madrid, en las clases de Casto Plasencia y Casado del Alisal. También visitó con frecuencia el Museo del Prado, haciendo copias de Velázquez. A partir de 1881, participó en las Exposiciones Nacionales de Bellas Artes. Su estancia la alternó entre Madrid y Palencia, donde le encargaron los telones y bambalinas del Teatro de Recreo Palentino.
En 1885 recibió una pensión de la Diputación Provincial de Palencia para ampliar su formación pictórica en la Real Academia de España en Roma, que duró un año. De nuevo en su ciudad natal, decoró, junto con Sabino Ojero, el Teatro de la Peña Palentina. También abrió, en colaboración con Isidro Mallol, una academia de dibujo, denominada «Casado del Alisal» en honor de su maestro. Se trasladó en 1889 a París durante un año para estudiar bajo el pincel del realismo pictórico de Léon Bonnat. De regreso a España estableció su taller de pintura en Madrid, concurriendo a la Exposición Nacional de 1892 con el cuadro de historia Doña Sancha ante el sepulcro de su esposo y varios retratos, entre ellos el de Tomás Bretón.
A partir de 1908 la Comisión de Gobierno del Senado le nombró conservador de las obras de arte de la Alta Cámara. Fruto de esa experiencia son los grandes cuadros parlamentarios que tienen como tema las sesiones y los salones del Senado. Uno de sus últimos lienzos fue una alegoría a la Segunda República, el cuadro pertenece a la colección del Senado. Se desconoce el lugar y circunstancias de su muerte, se tiene constancia de que en 1935 estaba vivo.
Muere en Madrid durante la guerra civil española, «víctima del hambre, del frío y de la desolación».

## Obras
- Retrato de Alfonso XIII de niño.
- Don Saturnino Esteban Collantes y Miguel, Conde de Esteban Collantes, óleo sobre lienzo, 132 x 97 cm, firmado, 1891 (Museo del Prado [P04483])
- Interior de iglesia, 1896.
- Copia Rendición de Granada de Pradilla, expuesta en el edificio del Senado, 1898 (Encargo de Vicente Chavarri).
- Salón de Conferencias del Senado, en marzo de 1904.
- El acta de la anterior: Salón de Sesiones del Senado, en 1906 (Óleo sobre lienzo, 92 x 142 cm).
- Interno con ritratto di fanciullo e cane, 1909.
- Salón de la presidencia del Senado, en octubre de 1915.
- Apertura de las Cortes en el Año 1919 (Plaza del Senado).
- Lectura de un Proyecto de Ley en el Salón de Sesiones, (en el que se pueden reconocer a personajes ilustres cómo Pérez Galdós o Raimundo Fernández Villaverde).